# Odulimomab
Odulimomab là một loại thuốc nghiên cứu điều tra để ngăn ngừa thải ghép  và để điều trị các bệnh miễn dịch khác nhau.
Nó là một kháng thể đơn dòng của chuột chống lại chuỗi alpha của kháng nguyên tế bào lympho protein 1 có liên quan đến các phản ứng miễn dịch.